# Komitas Pantheon

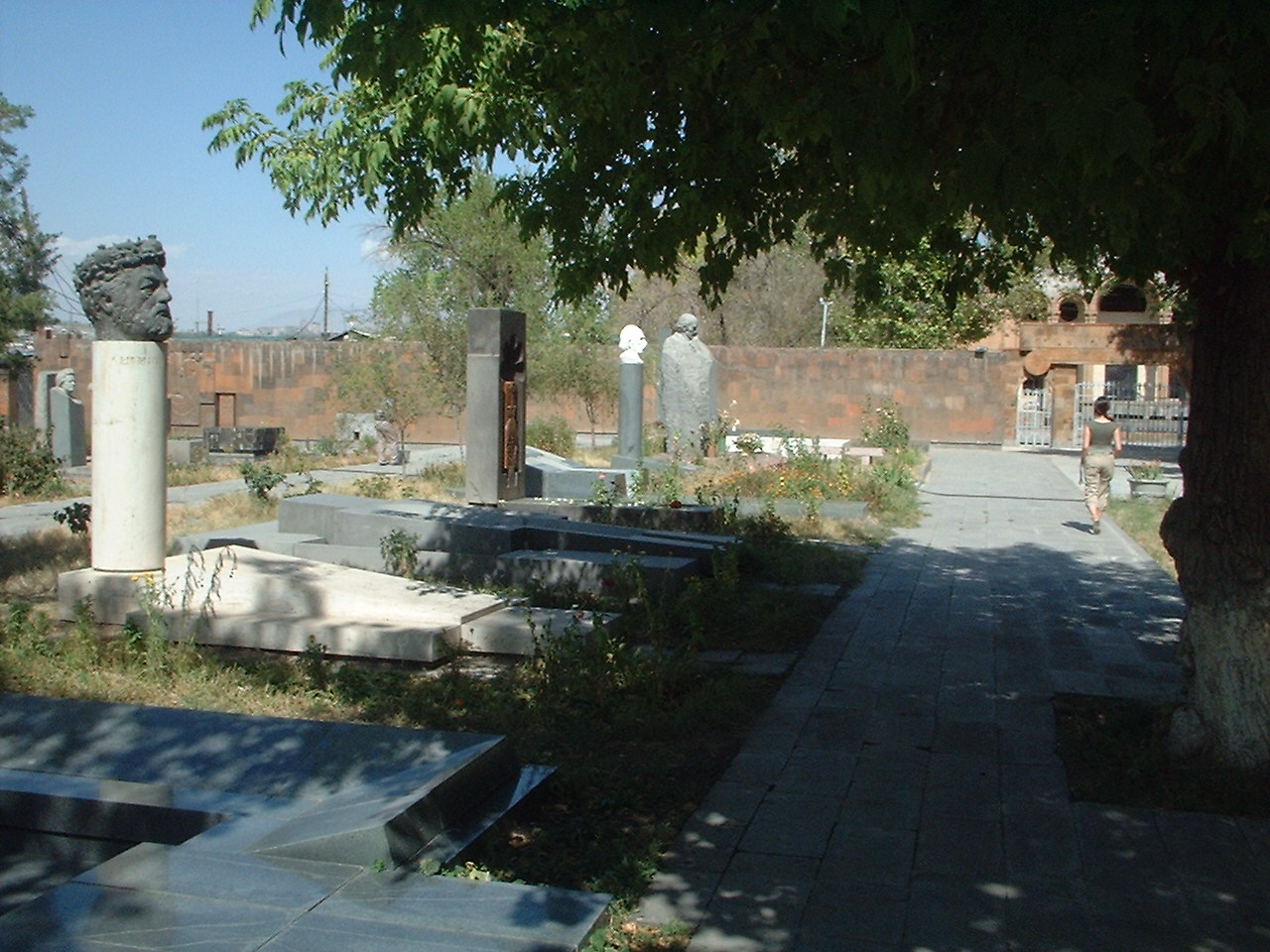
Komitas Pantheon

Komitas Pantheon (armeniska: Կոմիտասի անվան զբոսայգի և պանթեոն) är en armenisk begravningsplats i distriktet Shengavit i Jerevan. Den ligger vid Arshakunjatsavenyn och anlades 1936 efter rivningen av begravningsplatsen Mler och dess kapell.
Det finns 60 gravplatser på Komitas Pantheon. Flera kända personer ur Armeniens kulturhistoria är begravda på denna plats, däribland den armeniska nationalmusikern Komitas.

## Begravna personer

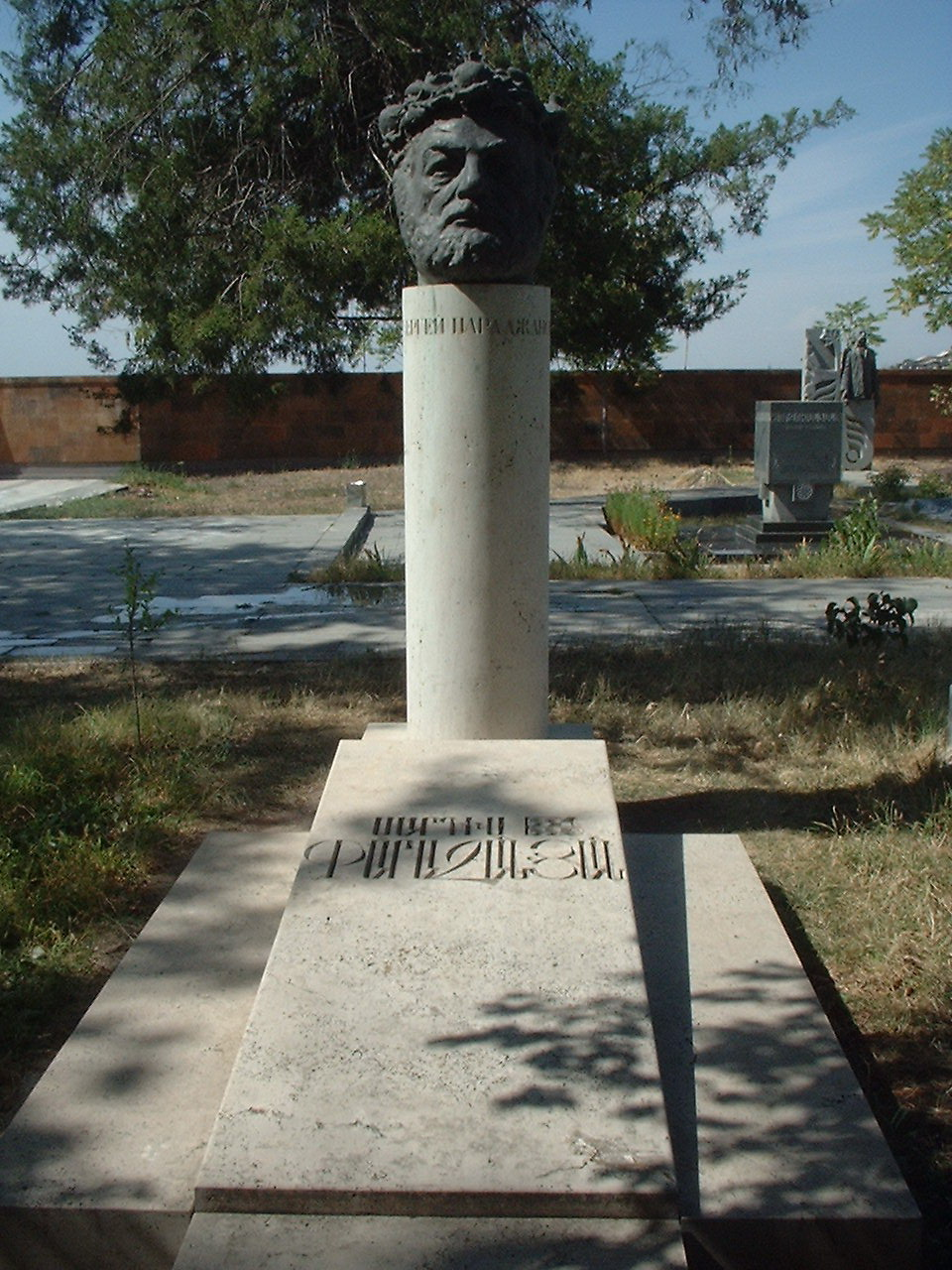
Sergei Parajanovs grav

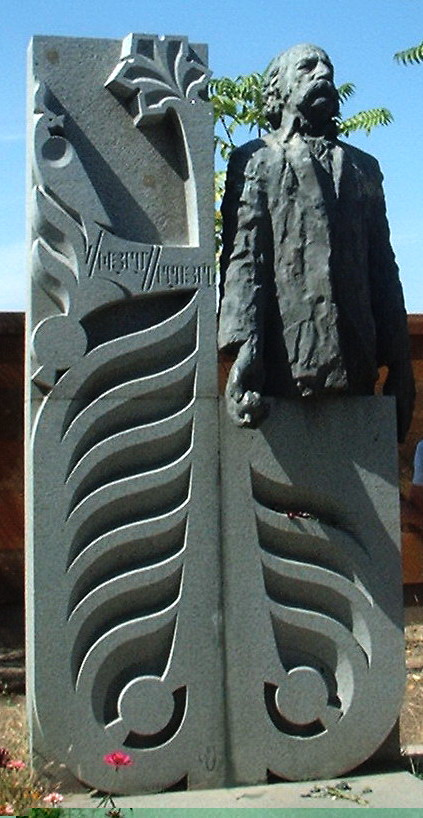
William Saroyans grav

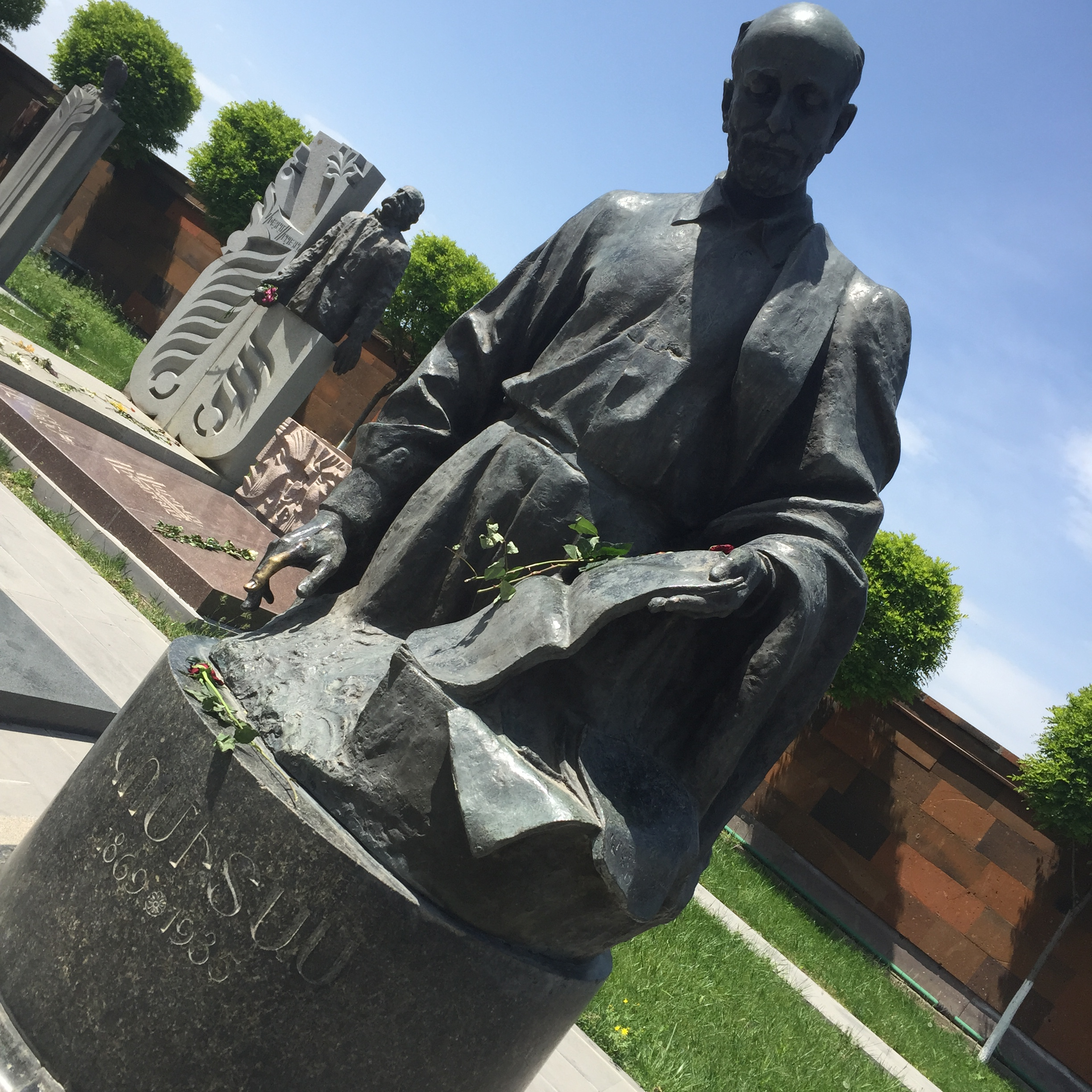
Komitas gravsten

| Namn                       | Levnadsperiod | Yrke                          |
| -------------------------- | ------------- | ----------------------------- |
| Vardan Ajemian             | 1905–1977     | teaterchef och regissör       |
| Mariam Aslamazian          | 1907–2006     | målare                        |
| Vahagn Davtyan (see image) | 1922–1996     | författare                    |
| Hovhannes Hovhannisyan     | 1864–1929     | poet, översättare, educator   |
| Karen Demirchyan           | 1932–1999     | politiker                     |
| Gegham Grigoryan           | 1951–2016     | operasångare                  |
| Avetik Isahakian           | 1875–1957     | poet, författare              |
| Silva Kaputikyan           | 1919–2006     | poet                          |
| Aram Khachaturian          | 1903–1978     | kompositör                    |
| Sero Khanzadyan            | 1916–1998     | författare                    |
| Atabek Khnkoyan            | 1870–1935     | författare                    |
| Komitas                    | 1869–1935     | präst, kompositör, sångare    |
| Shushanik Kurghinian       | 1876–1927     | poet                          |
| Romanos Melikian           | 1883–1935     | kompositör                    |
| Frunzik Mkrttjan           | 1930–1993     | skådespelare                  |
| Hrachia Nersisyan          | 1895–1961     | filmskådespelare              |
| Vrtanes Papazian           | 1866–1920     | författare, politisk aktivist |
| Sergei Parajanov           | 1924–1990     | filmregissör och konstnär     |
| Hamo Sahyan                | 1914–1993     | poet och översättare          |
| Sos Sargsyan               | 1929-2013     | skådespelare                  |
| William Saroyan            | 1908–1981     | dramatiker och författare     |
| Martiros Saryan            | 1880–1972     | målare                        |
| Hovhannes Shiraz           | 1915–1984     | poet                          |
| Alexander Shirvanzade      | 1858–1935     | pjäs- och romanförfattare     |
| Alexander Tamanjan         | 1878–1936     | arkitekt                      |
| Vahan Terian               | 1885–1920     | poet, lyriker och aktivist    |
| Bedros Tourian             | 1851–1872     | poet                          |
| Stepan Zoryan              | 1889–1967     | författare                    |